# Federica Pellegrini

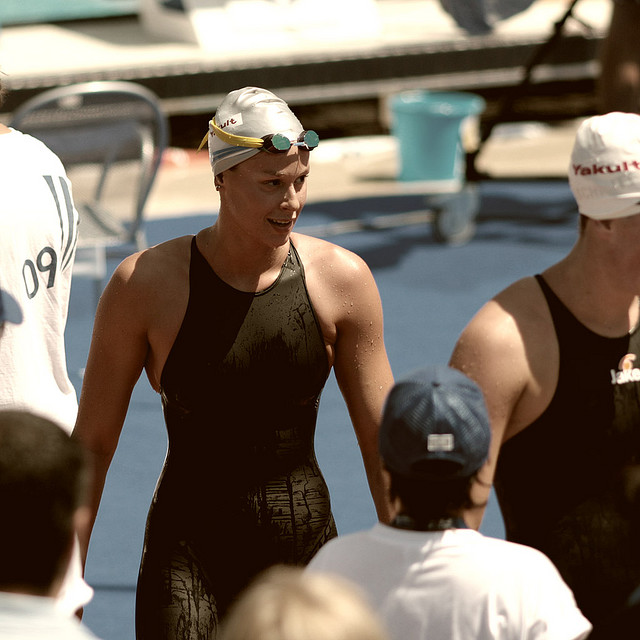
Bei den Weltmeisterschaften 2009

Federica Pellegrini (* 5. August 1988 in Mirano) ist eine italienische Schwimmerin. Sie ist Olympiasiegerin 2008 über 200 Meter Freistil und sechsfache Weltmeisterin über 200 und 400 Meter Freistil.

## Werdegang
Bei den Weltmeisterschaften 2003 in Barcelona ging sie zum ersten Mal bei einem internationalen Großereignis an den Start. Ein Jahr später gewann sie bei den Olympischen Spielen 2004 in Athen die Silbermedaille über 200 Meter Freistil.
Im folgenden Jahr gewann sie bei den Kurzbahneuropameisterschaften 2005 in Triest (Italien) die Goldmedaille über 200 Meter Freistil und die Silbermedaille über die 400-Meter-Distanz.
Bei den Weltmeisterschaften 2007 in Melbourne stellte sie im Halbfinale einen neuen Weltrekord über 200 Meter Freistil auf. In 1:56,47 Minuten unterbot sie die alte Bestmarke von Franziska van Almsick um fast zwei Zehntelsekunden. Einen Tag später verlor sie im Endlauf den Rekord an die Französin Laure Manaudou. Auch Annika Lurz war im gleichen Rennen schneller, Pellegrini gewann die Bronzemedaille.
Bei den Europameisterschaften 2008 in Eindhoven stellte sie am 24. März 2008 mit 4:01,53 Minuten einen neuen Weltrekord über 400 Meter Freistil auf und sicherte sich damit die zweite Goldmedaille in ihrer Karriere.
Am 13. August 2008 wurde sie als erste italienische Schwimmerin bei den Olympischen Spielen in Peking Olympiasiegerin über 200 Meter Freistil, in der Weltrekordzeit von 1:54,82 Minuten. Über 400 Meter Freistil belegte sie den fünften Platz.
Bei den Mittelmeerspielen in Pescara schwamm Pelligrini im Juni 2009 auf der 400-Meter-Freistil-Strecke 4:00,41 Minuten und verbesserte damit den im März 2009 an die Britin Joanne Jackson verlorenen Weltrekord um zwei Zehntel. Am 8. März 2009 hatte sie ihren eigenen Weltrekord über 200 Meter Freistil auf 1:54,47 Minuten verbessert. Bei den Weltmeisterschaften 2009 in Rom gewann sie vor heimischem Publikum Gold über 200 und 400 Meter Freistil jeweils in Weltrekordzeit. Bei ihrem Sieg über 400 Meter blieb sie zudem als erste Frau unter der 4-Minuten-Grenze.
Bei den Weltmeisterschaften 2011 in Shanghai verteidigte Pellegrini ihre Titel über 200 und 400 Meter Freistil. Daraufhin wurde sie von der Vereinigung der europäischen Sportjournalisten (UEPS) zu Europas Sportlerin des Jahres gewählt. Außerdem war sie 2009, 2010 und 2011 Europas Schwimmerin des Jahres.
Bei den Olympischen Spielen 2012 verpasste sie mit zwei fünften Plätzen eine Medaille. Bei den Weltmeisterschaften 2013 gewann sie Silber über 200 Meter Freistil. Bei den Europameisterschaften wurde sie Europameisterin über 200 und 4-mal 200 Meter Freistil.
Wie vier Jahre zuvor verpasste Pellegrini auch bei den Olympischen Spielen 2016 in Rio de Janeiro, wo sie ihre Karriere eigentlich beenden wollte, eine Medaille und wurde über 200 Meter Freistil Vierte hinter Katie Ledecky, Sarah Sjöström und Emma McKeon. Der verfehlte krönende Abschluss bewegte Pellegrini dazu, ihre Karriere fortzusetzen.
Bei den Weltmeisterschaften 2017 in Budapest holte Pellegrini zum dritten Mal WM-Gold über 200 Meter Freistil. Auf den letzten 15 Metern der Strecke setzte sie sich gegen die favorisierte Katie Ledecky durch, die sich nach zwölfmal Einzelgold bei Weltmeisterschaften erstmals mit Silber zufriedengeben musste. Als erster Schwimmer schaffte sie es damit, siebenmal in Folge in derselben Schwimmdisziplin eine Medaille bei einer Weltmeisterschaft zu gewinnen. Unmittelbar nach dem Sieg teilte sie mit, dass dies wahrscheinlich ihr letztes 200-Meter-Finale war und sie sich in Zukunft auf die 100-Meter-Strecke konzentrieren möchte.
Bei den Schwimmweltmeisterschaften 2019 in Gwangju siegte Pellegrini über die 200 Meter Freistil in 1:54,22 Minuten.
Bei ihrer fünften Olympiateilnahme in Tokio gelang ihr 2021 über 200 Meter Freistil zum fünften Mal in Folge und als weltweit erste Schwimmerin überhaupt ein Finaleinzug in der gleichen Schwimmdisziplin. Ihre jüngste Finalgegnerin, die Chinesin Yang Junxuan, war erst zwei Jahre alt, als Pellegrini bei ihrer ersten Olympiateilnahme 2004 die Silbermedaille gewann. Sie beendete das von Ariarne Titmus gewonnene Finale schließlich als Siebte mit einer Zeit von 1:55,91 Minuten und 2 Sekunden 41 Rückstand.

## Rekorde
| Weltrekorde (2)           | Weltrekorde (2) | Weltrekorde (2)   | Weltrekorde (2) |
| ------------------------- | --------------- | ----------------- | --------------- |
| 200 m Freistil            | 1:52,98 min     | 29. Juli 2009     | Rom             |
| 200 m Freistil (Kurzbahn) | 1:51,17 min     | 13. Dezember 2009 | Istanbul        |
| Europarekorde (1)         |                 |                   |                 |
| 400 m Freistil            | 3:59,15 min     | 26. Juli 2009     | Rom             |
| (Stand: 13. August 2014)  |                 |                   |                 |

## Auszeichnungen
- Italiens Sportlerin des Jahres (La Gazzetta dello Sport): 2008, 2009, 2011, 2019 sowie Weltsportlerin des Jahres 2009, 2011, 2017